# Leonie Aviat

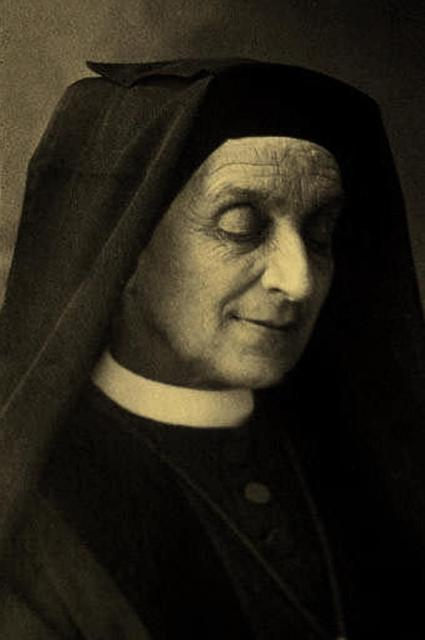
Moeder Françoise de Sales Aviat c. 1895

Léonie Aviat (Sézanne, Frankrijk, 16 september 1844  – Perugia, Italië, 10 januari 1914), beter bekend als Françoise de Sales, was een Franse katholieke religieuze en de stichteres van de congregatie van de Oblaten van Sint-Franciscus van Sales. Ze wordt herdacht als heilige in de Rooms-Katholieke Kerk, met haar feestdag op 10 januari.

## Leven
Léonie Aviat groeide op in een welgestelde familie en werd opgeleid aan het klooster van de Zusters van de Visitatie in Troyes. Tijdens haar opleiding kwam ze onder de invloed van het spiritualiteit van Sint-Franciscus van Sales, wiens leer een blijvende indruk op haar maakte.
In een tijd waarin de industrialisatie snel toenam, richtte Léonie zich op het ondersteunen van arbeidersmeisjes, die vaak in moeilijke omstandigheden verkeerden. Samen met Louis Brisson, een priester die betrokken was bij sociaal werk, richtte ze in 1868 de congregatie van de Oblaten van Sint-Franciscus van Sales op. De congregatie had als missie het onderwijzen, begeleiden en ondersteunen van jonge vrouwen in industriële omgevingen, geïnspireerd door de mildheid en eenvoud van Franciscus van Sales.
Léonie trad zelf toe tot de nieuwe orde en nam de religieuze naam Françoise de Sales aan. Ze legde haar geloften af in 1871 en werd later de algemene overste van de congregatie.

## Heiligverklaring
Léonie Aviat werd op 27 september 1992 door paus Johannes Paulus II op het Sint-Pietersplein zalig verklaard en op 25 november 2001 heilig verklaard. Haar levenswerk wordt gevierd als een voorbeeld van sociale en spirituele zorg voor de kwetsbaren in de samenleving.

## Nalatenschap
De Oblaten van Sint-Franciscus van Sales blijven actief in het onderwijs en sociaal werk wereldwijd. Léonie's toewijding aan het combineren van contemplatief leven met praktische actie blijft een inspiratiebron binnen de katholieke traditie.